# 2501 Лох'я
2501 Лох'я (2501 Lohja) — астероїд головного поясу, відкритий 14 квітня 1942 року.
Тіссеранів параметр щодо Юпітера — 3,483.